# George Worthington
George Worthington (Sydney, 10 ottobre 1928 – Londra, 8 dicembre 1964) è stato un tennista e allenatore di tennis australiano.

## Carriera
È stato attivo principalmente tra la fine degli anni 1940 e il decennio successivo, ha ottenuto i risultati migliori nel doppio disputando un totale di cinque finali Slam di cui due nel doppio maschile in coppia con il connazionale Frank Sedgman (entrambe perse) e tre nel doppio misto insieme a Thelma Coyne Long.
In singolare non è mai riuscito a superare i quarti di finale, li ha raggiunti in quattro occasioni nello Slam di casa uscendone sempre sconfitto. È passato tra i professionisti alla fine del 1955 e, una volta terminata la carriera agonistica, è rimasto nel mondo del tennis prendendo il ruolo di allenatore per l'All England Lawn Tennis and Croquet Club, per la squadra britannica di Coppa Davis oltre che in Wightman Cup.

## Finali nei tornei dello Slam

### Doppio maschile

#### Sconfitte (2)
| Anno | Torneo                                     | Superficie | Compagno      | Avversari in finale        | Punteggio     |
| 1947 | Australian Championships, Sydney           | Erba       | Frank Sedgman | Adrian Quist John Bromwich | 1–6, 3–6, 1–6 |
| 1949 | U.S. National Championships, Chestnut Hill | Erba       | Frank Sedgman | John Bromwich Bill Sidwell | 4–6, 0–6, 1–6 |

### Doppio misto

#### Vittorie (3)
| Anno | Torneo                                 | Superficie | Compagna          | Avversari in finale      | Punteggio     |
| 1951 | Australian Championships, Sydney       | Erba       | Thelma Coyne Long | Clare Proctor Jack May   | 6–4, 3–6, 6–2 |
| 1952 | Australian Championships, Adelaide (2) | Erba       | Thelma Coyne Long | Gwen Thiele Tom Warhurst | 9–7, 7–5      |
| 1955 | Australian Championships, Adelaide (3) | Erba       | Thelma Coyne Long | Jenny Staley Lew Hoad    | 6–2, 6–1      |